# Taraxitrichia amazonensis
Taraxitrichia amazonensis är en nattsländeart som beskrevs av Oliver S. Flint Jr. och Harris 1991. Taraxitrichia amazonensis ingår i släktet Taraxitrichia och familjen smånattsländor. Inga underarter finns listade i Catalogue of Life.